# Ота Бенга
Ота Бенга (англ. Ota Benga; около 1883 — 20 марта 1916) — конголезский пигмей из народа мбути, ставший известным, когда вместе с другими коренными африканцами он выступал в качестве «живого экспоната» антропологической экспозиции в рамках Всемирной выставки в Сент-Луисе, штат Миссури, в 1904 году, а затем как экспонат в вызывавшей споры экспозиции — «человеческом зоопарке» в Бронксском зоопарке в 1906 году, где его посадили в одну клетку с орангутаном, в качестве примера дарвинизма (эволюции человека от обезьяны). Бенга был освобождён из рук работорговцев в Конго американским миссионером Сэмюэлем Филлипсом Вернером, который взял его в штат Миссури. В Бронксском зоопарке Бенга, живший там, обладал правом свободного перемещения по его территории до и после того, как он был «выставлен» в обезьяннике зоопарка. Бенге дали небольшой действующий лук и стрелы, чтобы он мог защититься от орангутана, вместе с которым он сидел в клетке. Но Бенга стрелял из этого лука в посетителей зоопарка, которые его оскорбляли. Демонстрации «незападных» людей в качестве примера «ранних стадий» в эволюции человека были распространённым явлением в начале XX века, когда расовые теории часто переплетались с понятиями из эволюционной биологии.
Афроамериканские газетчики по всей стране проводили кампании протеста против подобного обращения с Бенгой. Доктор Макартур, представитель делегации церквей чернокожих, обратился к мэру Нью-Йорка с просьбой о его освобождении. Мэр выпустила Бенгу на поруки преподобного Джеймса М. Гордона, который руководил сиротским приютом Говарда для цветных в Бруклине и сделал его своим подопечным. В том же году Гордон устроил Бенгу на попечение в штате Вирджиния, где он заплатил за то, чтобы приобрести для него американскую одежду и подпилить его зубы (изначально они были сильно заострены в ритуальных целях), чтобы молодой человек мог стать частью общества. Бенга стал обучаться английскому языку и начал работать. Когда спустя несколько лет начавшаяся Первая мировая война остановила свободные пассажирские рейсы по океанам и сделала невозможным его возвращение в Африку, он впал в депрессию.
Он совершил самоубийство в 1916 году в возрасте 32 лет.